# 저 파도위에 엄마 얼굴이
"저 파도위에 엄마 얼굴이"는 1979년에 개봉한 대한민국의 영화이다.

## 캐스팅
- 이영수 : 김환 역
- 주선태
- 윤양하
- 채령
- 고상미
- 조은애
- 이예민
- 추석양
- 양일민
- 송미남
- 송억
- 백송
- 임예심
- 주상호
- 진봉진
- 박종설
- 정규영
- 신동욱
- 이동수
- 이진호
- 김지환
- 변욱중
- 양규명
- 홍성일
- 주영훈
- 김재한
- 조윤숙
- 신금자
- 유지연
- 이영호
- 박병기
- 최형근
- 박부양